# Sloley
Sloley is een civil parish in het bestuurlijke gebied North Norfolk, in het Engelse graafschap Norfolk met 257 inwoners.